# Anomogenes morphnopa
Anomogenes morphnopa är en fjärilsart som beskrevs av Turner 1932. Anomogenes morphnopa ingår i släktet Anomogenes och familjen mätare. Inga underarter finns listade i Catalogue of Life.